# Шмид, Генрих Каспар
Генрих Каспар Шмид (нем. Heinrich Kaspar Schmid; 11 сентября 1874, Ландау-ан-дер-Изар — 8 января 1953, Гайзельбуллах, ныне в составе коммуны Ольхинг) — немецкий композитор, музыкальный педагог и пианист.
Родился в семье учителей, с 10 до 15 лет пел в хоре мальчиков Регенсбургского собора (поначалу под руководством Игнаца Миттерера). Затем в 1899—1903 гг. учился в Мюнхенской академии музыки у Людвига Тюйе (композиция), Бертольда Келлермана (фортепиано), Ханса Буссмайера (дирижирование) и Йозефа Бехта (орган).
По окончании академии в 1903—1905 гг. гастролировал как пианист вместе со скрипачом Вилли Бурместером. Затем до 1921 г. преподавал в Мюнхенской академии музыки фортепиано и гармонию, с 1919 г. профессор. Одновременно в 1909—1919 гг. дирижировал одним из мюнхенских лидертафелей. В 1921—1924 гг. директор Консерватории Карлсруэ, затем в 1924—1931 гг. возглавлял Аугсбургскую консерваторию. В дальнейшем занимался только композиторским творчеством, с 1933 г. председатель Мюнхенского общества музыкантов.
Музыка Шмида носит позднеромантический характер. Ему принадлежит камерная опера «Звезда императора» (нем. Der Stern des Kaisers, премьера в 1937 году по Мюнхенскому радио), симфония ре минор (1943), виолончельный (1947) и скрипичный (1950) концерты, скрипичная, виолончельная, флейтовая и альтовая сонаты, камерные произведения, многочисленные песни и хоры. Альбом камерной музыки Шмида вышел в 2010 году.